# Marcel Lobet
Pour les articles homonymes, voir Lobet.
Œuvres principales
- Le Fils du Temple (1977)
- Le Temple éternel (1983)

Marcel Lobet, né à Braine-le-Comte le 28 juin 1907, et mort le 19 octobre 1992 à Rixensart est un journaliste et un écrivain belge de langue française.

## Biographie
Marcel Joseph Jules Lobet, né à Braine-le-Comte le 28 juin 1907, est le fils de Jean-Baptiste Lobet, chef de gare, et de Berthe Le Bray. Il était marié à Augustine Geeraerts. Il est le père du réalisateur Marc Lobet.
Marcel Lobet a fait carrière dans la presse, notamment à La Nation belge puis au Soir, dont il est secrétaire de rédaction. Il a écrit de nombreux ouvrages.
Il est élu à l'Académie royale de langue et de littérature françaises de Belgique 14 février 1970, en succession d'Albert Guislain.

## Œuvres
- 1934 – Camille Melloy
- 1939 – L’Islam et l’Occident
- 1940 – Au seuil du désert
- 1941 – Chercheurs de Dieu
- 1942 – Une poignée de figues
- 1943 – Godefroid de Bouillon
- 1943 – Histoire mystérieuse et tragique des Templiers
- 1944 – L’Épopée belge des croisades
- 1946 – Nocturnes
- 1946 – La Poésie et l’amour
- 1949 – Des chants du désert au jardin des roses
- 1950 – Aventures merveilleuses de Marco Polo
- 1951 – Une poignée de dattes
- 1953 – Croisés belges à Constantinople
- 1954 – La Science du bien et du mal
- 1954 – La Tragique histoire de l’ordre du Temple
- 1960 – J. K. Huysmans ou le témoin écorché
- 1962 – Écrivains en aveu
- 1966 – La Ceinture de feuillage
- 1969 – Le Feu du ciel
- 1970 – Classiques de l’an 2000
- 1971 – Arthur Masson ou la richesse du cœur
- 1971 – Marcel Thiry, reflets et réflexions
- 1972 – Montherlant et le sacré
- 1974 – L’Abécédaire du meunier
- 1977 – Le Fils du Temple
- 1979 – La Pierre et le pain
- 1983 – Le Temple éternel
- 1985 – Les Babouches d’Ali
- 1985 – Du Hainaut picard au roman païs de Brabant. L’imaginaire de Marcel Lobet
- 1986 – Nathanaël, le journal d’un Templier
- 1988 – Mon enfance wallonne à Braine-le-Comte au début du siècle
- 1990 – L’Esprit ou la lettre, ou la pérennité de l’écriture

## Distinctions
- Médaille de citoyen d'honneur de la ville de Braine-le-Comte.